# Osowieckie Towarzystwo Fortyfikacyjne
Osowieckie Towarzystwo Fortyfikacyjne (OTF) – stowarzyszenie powstałe w roku 1996. Siedzibą władz Towarzystwa od początku jego istnienia jest Fort I Twierdzy Osowiec położony na terenie osady Osowiec-Twierdza.

## Historia

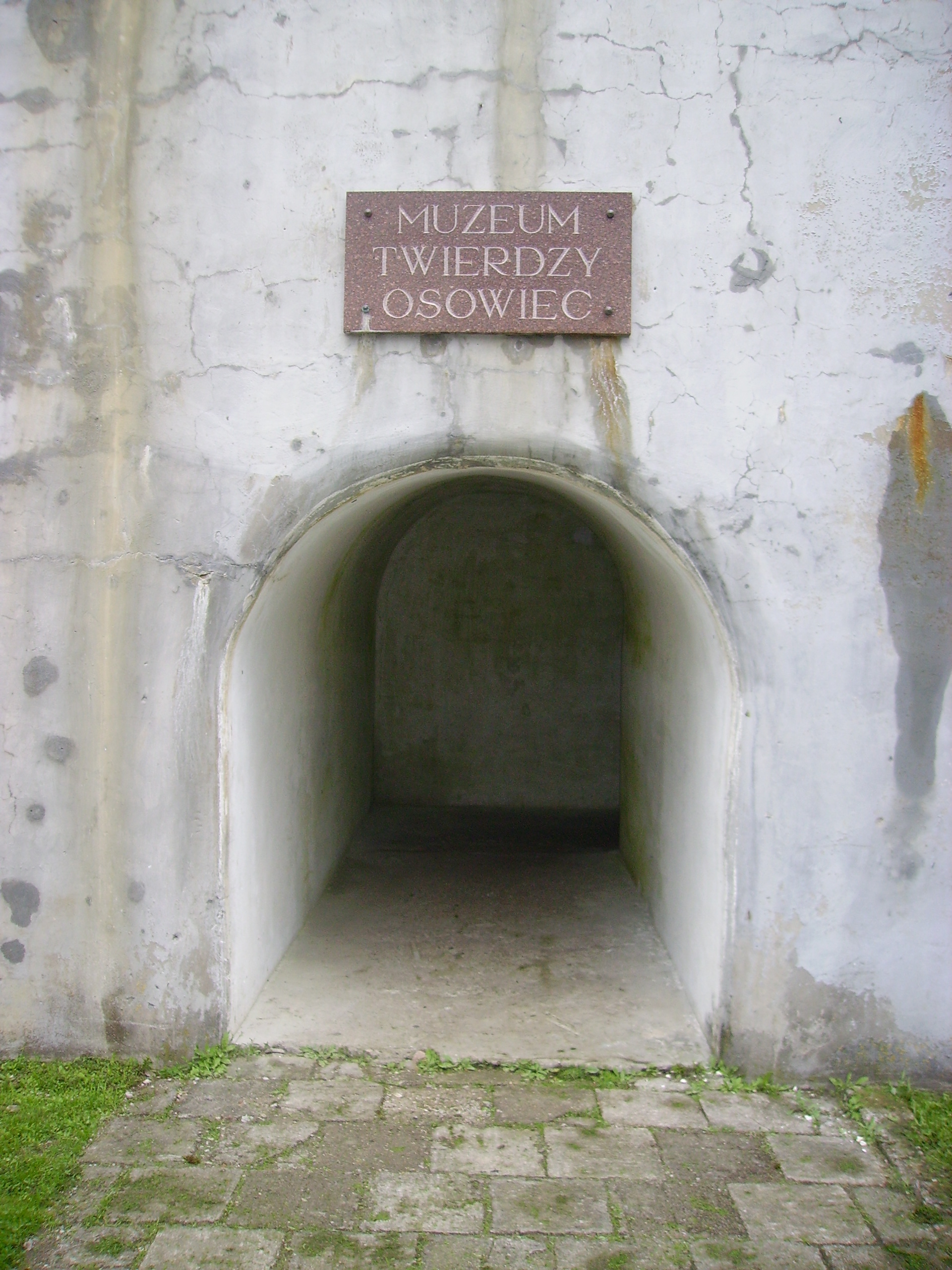
Wejście do Muzeum Twierdzy Osowiec

OTF skupia w swoich szeregach ludzi zafascynowanych historią i fortyfikacjami oraz dążących do zatrzymania procesu destrukcyjnego w zabytkowych obiektach. W roku 1998 utworzyło Muzeum Twierdzy Osowiec (utrzymywane i prowadzone społecznie przez członków Towarzystwa). W tym samym roku (9 października) wraz z Jednostką Wojskową 1124 stacjonującą w Osowcu-Twierdzy doprowadziło do wpisania całości kompleksu zabytkowego do rejestru zabytków pod nr A-551 z 9.10.1998 i z 23.11.2010. Współpracuje z JW w Osowcu-Twierdzy, Biebrzańskim Parkiem Narodowym, Starostwem Powiatu Monieckiego, szkołami, stowarzyszeniami oraz praktycznie ze wszystkimi samorządami na terenie Doliny Biebrzy. Pod względem historycznym kontakty wybiegają poza granicę Polski.
Pierwszym prezesem Towarzystwa został Anatol Wap. Obecny Zarząd OTF stanowią: prezes – Mirosław Worona, wiceprezesi – Cezary Danieluk, Adam Szepiel, skarbnik – Stanisław Kolator oraz sekretarz – Robert Pikuła.

## Działalność

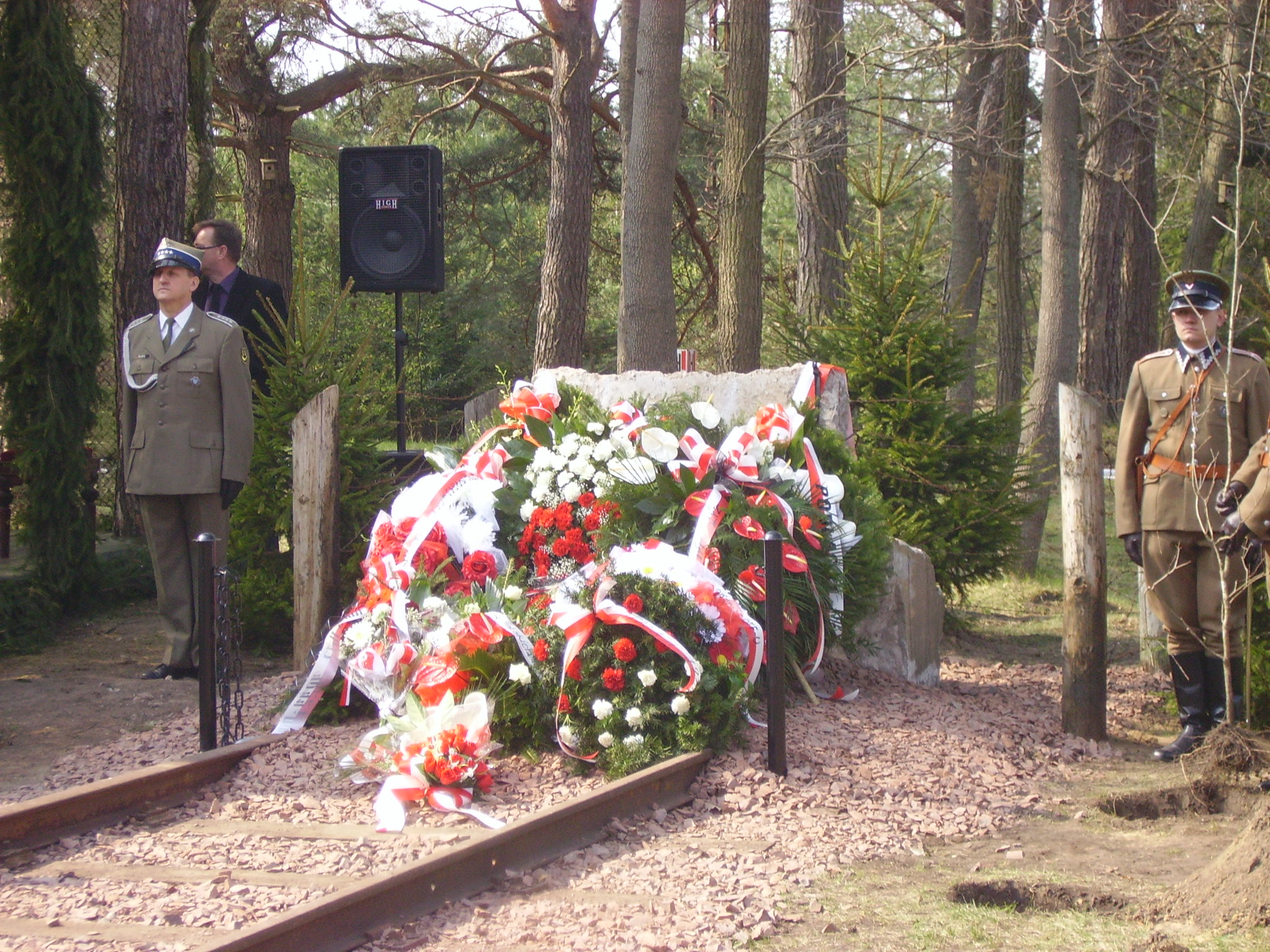
Warta honorowa przy Pomniku pełniona przez żołnierzy Składu oraz GR CSPodof. KOP-u

Osowieckie Towarzystwo Fortyfikacyjne prowadzi badania terenowe w fortach i przedpolach Twierdzy Osowiec oraz występujących w jej sąsiedztwie polskich fortyfikacjach z okresu II Rzeczypospolitej, a także na odcinku tzw. „Linii Mołotowa” w Ciemnoszyjach. Przy OTF działa Grupa Rekonstrukcyjna Centralnej Szkoły Podoficerskiej KOP (GR CSP KOP). Natomiast Sekcja Podwodnej Eksploracji OTF bada dna rz. Biebrzy i Narwi, przy okazji oczyszczając je ze śmieci.
OTF zajmuje się edukacją historyczną, prowadzi działalność wydawniczą (miesięcznik „Osowieckim szlakiem”) i turystyczną (obsługa wycieczek). Jest organizatorem i współorganizatorem imprez jak: Biesiada Forteczna, Dzień otwartej Twierdzy Osowiec, Targi Produktu Gmin Biebrzańskich, pod hasłem „Sto pomysłów dla Biebrzy”, Ogólnopolskiej „Akcji Sprzątania Biebrzy” oraz różnego typu konferencji popularnonaukowych.
W roku 2010 z inicjatywy dowódcy garnizonu mjr Bogdana Oźlańskiego oraz żołnierzy i pracowników wojska Składu Osowiec wchodzącego w skład 11 Rejonowej Bazy Materiałowej, przy współudziale prezesa Mirosława Worony Osowieckiego Towarzystwa Fortyfikacyjnego oraz burmistrza Goniądza podjęto decyzję o upamiętnieniu 70 rocznicy zbrodni stalinowskiej dokonanej na polskich żołnierzach, którzy zostali pogrzebani w zbiorowych mogiłach – w Katyniu pod Smoleńskiem, Miednoje koło Tweru lub w Piatichatkach na przedmieściu Charkowa. W skład tej grupy wchodzili m.in. oficerowie i podoficerowie Korpusu Ochrony Pogranicza (zgrupowani w obozie w Ostaszkowie). W dniu 16 kwietnia 2010 r. uroczyście odsłonięto tworząca architektoniczną jedną całość w formie pomnika – kompozycję powstała z połączenia monumentu wraz z posadzonymi Dębami Pamięci upamiętniającymi śmierć 10 oficerów, którzy byli związani z Centralną Szkołą Podoficerów Korpusu Ochrony Pogranicza (CSPodof. KOP) istniejącą w okresie międzywojennym w Osowcu lub stacjonującymi wojskami (m.in. 135 pp. rez., Batalionu KOP-u „Osowiec”) w Twierdzy Osowiec w momencie wybuchu II wojny światowej. Podczas uroczystości wartę honorową przy Pomniku pełnili żołnierzy Składu w asyście GR CSPodof. KOP-u.